# Makalata didelphoides
Makalata didelphoides és una espècie de mamífer rosegador de la família de les rates espinoses. Viu a Bolívia, el Brasil, Guyana, la Guaiana Francesa, Surinam i Veneçuela. El seu hàbitat natural són els boscos perennifolis tropicals de plana inundats estacionalment. És una espècie en risc mínim, és a dir, no sembla que hi hagi cap amenaça significativa per a la seva supervivència.